# 明东陵
32°03′30″N 118°50′10.6″E / 32.05833°N 118.836278°E明东陵，是明朝开国皇帝朱元璋的太子朱标的陵墓。在南京市东郊紫金山南麓，明孝陵东约60米处。

## 历史

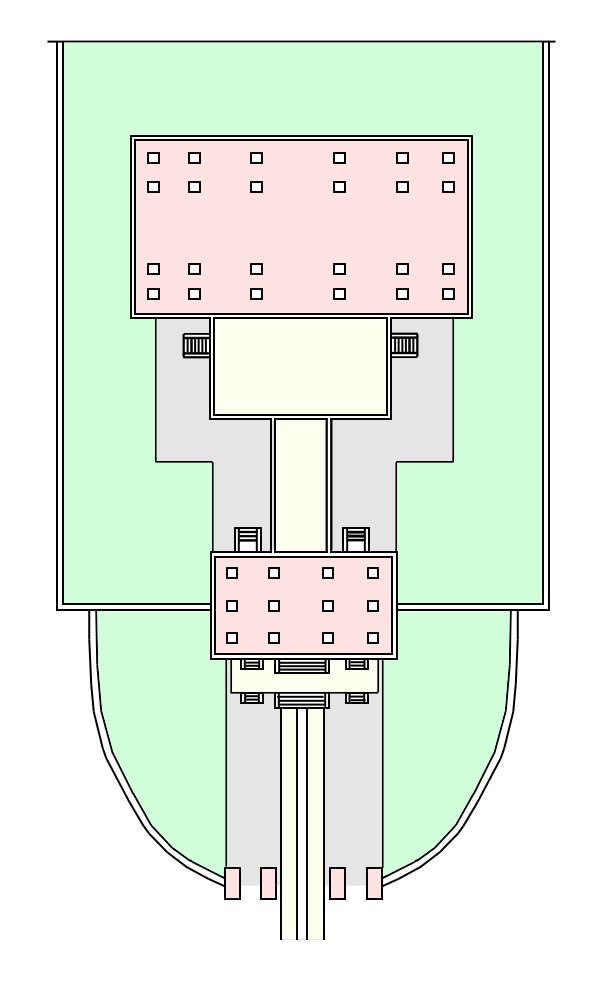
朱标东陵平面图示意

朱标逝世后，谥懿文太子，其墓在明孝陵东，是为“懿文太子陵”。其子朱允炆即位後，追尊为孝康皇帝，其墓因此升格为皇陵，陵号不详。明朝的官书、私家文献称为“懿文陵”、“东陵”、“懿文太子寝园”、“懿文太子庙”、“懿文园”、“懿文皇子墓”等:168。
靖难之役後，明成祖再降东陵为懿文太子墓。朱标遗孀吕太后和幼子朱允熙，因明宫失火，居于此处。永乐四年（1406年），幼子朱允熙死于住所火灾，吕后则不知所踪。永乐迁都后，由南京太常寺负责明孝陵和明东陵的维护、管理及祭祀等。明代资料记载的东陵祭祀规模有几种大同小异的说法，相比明孝陵，已经逾制。解释逾制原因有三种，一、朱元璋以全礼爱其子说；二、建文帝初定并加隆说；三、东陵地近孝陵沾祭说。有学者认为，明代文献中东陵“一年九大祭是源于太祖以全礼爱其子，虽没有确论，但应该是符合当时的实际情况的。”:168—179
南明弘光帝、清朝乾隆帝两次恢复朱标、朱允炆的帝号。因朱允炆上的陵号已經無考，後世稱其為東陵。至民国时期，东陵具体位置已不可考。《明孝陵志》认为其位置可能在南京中山陵梅花山西侧或明孝陵东边。当代考古证实具体位置。

## 建筑
考古发现，东陵寝园从前到后由神道、三洞园门、享殿前门门殿等系统构成。东北角有一处用十多根柱础和两堵石墙砌成的泄洪设施。考古出土大量琉璃构件。
2000年4月17日，南京市文物局和南京钟山陵管理局宣布：自1999年发现明东陵寝园前部建筑基址后，2000年2月至4月，南京文物工作者又对寝园后部进行的考古发掘取得重大成果，从而全面揭开了明东陵寝园的历史面貌。